# Buctouche 16
Buctouche 16 är ett reservat i Kanada.   Det ligger i provinsen New Brunswick, i den östra delen av landet, 800 km öster om huvudstaden Ottawa.
I omgivningarna runt Buctouche 16 växer i huvudsak blandskog. Runt Buctouche 16 är det ganska glesbefolkat, med 24 invånare per kvadratkilometer.